# Chloé Jouannet
Pour les articles homonymes, voir Jouannet.
Chloé Jouannet, également appelée Chloé Jouannet-Lamy, Chloé Lamy, ou Chloé Lamy-Jouannet, née le 17 octobre 1997 en France, est une actrice franco-suisse.
Elle est la fille d'Alexandra Lamy et de Thomas Jouannet, ainsi que la nièce de l'actrice Audrey Lamy.

## Biographie

### Famille
Chloé Jouannet est la fille de Thomas Jouannet et d'Alexandra Lamy. Ses parents se sont séparés en 2003, lorsqu'elle avait cinq ans, après huit ans de vie commune. Elle a été la belle-fille de Jean Dujardin, de 2003 à 2013. Chloé Jouannet a deux demi-sœurs cadettes, Mado et Ysée Jouannet, issues du mariage de son père avec Armelle Deutsch en 2010 ; elle a d'ailleurs donné la réplique à Ysée, dans le film Jamais sans toi, Louna en 2019. Elle est également la nièce de l'actrice Audrey Lamy.

### Carrière
Elle fait sa première apparition au cinéma à l'âge de douze ans dans un petit rôle dans le film Lucky Luke, où elle joue aux côtés de sa mère et de son beau-père de l'époque Jean Dujardin, mais c'est grâce à son rôle dans la comédie dramatique de Roselyne Bosch Avis de mistral qu'elle se fait remarquer en 2013 en interprétant une adolescente rebelle aux côtés de Jean Reno et Anna Galiena,,,,.

### Vie privée
Entre 2016 et 2020, Chloé Jouannet partage la vie de Zacharie Chasseriaud.
En octobre 2020, elle officialise son couple avec Sandor Funtek. Leur relation prend fin en 2024.

## Filmographie

### Cinéma
- 2009 : Lucky Luke de James Huth : Eleanor
- 2014 : Avis de mistral de Roselyne Bosch : Léa
- 2018 : Le Gendre de ma vie de François Desagnat : Raphaëlle, une des filles de Stéphane
- 2019 : Banlieusards[9] de Kery James et Leïla Sy : Lisa Crèvecœur
- 2022 : Notre-Dame brûle de Jean-Jacques Annaud : caporal-chef Marianne
- 2022 : Mon héroïne de Noémie Lefort : Alex

### Télévision
- 2017-2019 : Riviera de Neil Jordan (série télévisée) : Sophie Lombardi
- 2019 : Jamais sans toi, Louna de Yann Samuell (téléfilm) : Sabrina Morvan
- 2019-2020 : Infidèle de Didier Le Pêcheur (série télévisée) : Candice
- 2020-2022 : Derby Girl (websérie) de Nikola Lange[10] : Lola Bouvier
- 2021 : Luther de David Morley (série télévisée) : Alice Morgan
- 2022 : Touchées d'Alexandra Lamy : Tamara
- 2023 : Killer Coaster de Nikola Lange : Carmen (série Prime Vidéo)

### Création de voix
- 2022 : Hopper et le Hamster des ténèbres : Meg

## Théâtre
- 2018 : Les Monologues du vagin d'Eve Ensler, mise en scène Coralie Miller, Comédia (théâtre)[11][source insuffisante]